# Myrioblephara lacteata
Myrioblephara lacteata là một loài bướm đêm trong họ Geometridae.